# فیلیپ براتلی
فیلیپ براتلی (انگلیسی: Philip Bratley) بازیکن فوتبال اهل بریتانیا بود.
از باشگاه‌هایی که در آن بازی کرده‌است می‌توان به باشگاه فوتبال لیورپول، باشگاه فوتبال وورکساپ تاون، باشگاه فوتبال بارنزلی، باشگاه فوتبال دونکستر راورز، و باشگاه فوتبال روترهام یونایتد اشاره کرد.